# BoerBurgerBeweging
De BoerBurgerBeweging (BBB) is een Nederlandse politieke partij met een sociaal-conservatieve signatuur, ook wel sociaalrechts genoemd, opgericht in 2019. Doelstelling van de vereniging is op een vernieuwende wijze het contact tussen boeren en burgers te herstellen, wederzijds begrip kweken en de verbinding tussen het buitengebied en de burger versterken. Kernwoorden uit de eerste verkiezingscampagnes waren “gezond verstand”, “doe maar gewoon” en "noaberschap".

## Ontstaan
De partij is ontstaan vanuit de BoerBurgerTweet, gestart in 2015 en opgebouwd door Caroline van der Plas als chefredacteur bij Agrio Uitgeverij. Daarin deelde elke week een boer of tuinder op socialemediakanalen wat er gebeurde op het bedrijf. Doel was de burger meer kennis te geven over de herkomst van ons voedsel en om meer maatschappelijk draagvlak te creëren voor de Nederlandse land- en tuinbouw.
Oprichting van de BoerBurgerBeweging was een initiatief in 2018 van Van der Plas, samen met Wim Groot Koerkamp (boerenzoon, communicatiedeskundige), Henk Vermeer (agrarisch bedrijfskundige, lokaal politicus) en Marc Strijker (direct-marketeer), op dat moment alle drie betrokken bij het op de agrarische sector gerichte marketingbureau ReMarkAble communicatie. Als politieke partij werd een vereniging met dezelfde naam opgericht op 1 november 2019, kort na de start van boerenprotesten tegen de door de regering (kabinet-Rutte III) voorgenomen maatregelen vanwege de stikstofcrisis. Bestuursleden waren Van der Plas, Groot Koerkamp, Vermeer en Femke Wiersma.

## Eerste verkiezingen

### Tweede Kamer 2021
BBB deed in 2021 mee aan de Tweede Kamerverkiezingen met Van der Plas als lijsttrekker en 25 andere kandidaten, voor bijna de helft afkomstig uit de agrarische sector. De partij haalde 104.319 stemmen (1,0%), ruim voldoende voor één zetel in de Tweede Kamer. BBB scoorde het beste in agrarische regio's, met als zwaartepunten Twente (Tubbergen met 6,7%), Salland (Raalte met 6,4%) en de Achterhoek, waar in Berkelland 8% van de stemmen werd gehaald en in Oost Gelre 6,7% van de stemmen.

### Gemeenteraad 2022
Omwille van praktische redenen besloot BBB niet zelfstandig deel te nemen aan de gemeenteraadsverkiezingen in 2022, ook wilde ze lokale partijen niet voor de voeten lopen. Lokale partijen die het verkiezingsprogramma van BBB onderschreven, konden zich wel aanmelden als bondgenoot. Deze BBBondgenoten konden gebruik maken van faciliteiten van BBB en onder het BBB-logo optreden, gecombineerd met de naam van de gemeente. In ruil hiervoor moesten eventueel verkozen raadsleden lid worden van BBB. BBBondgenoten wonnen in totaal 49 raadszetels in 20 gemeenten. In Midden-Drenthe en Westerkwartier werd BBBondgenoten de grootste partij.

### Provinciale Staten en waterschappen 2023
BBB deed in maart 2023 mee aan de verkiezingen voor de Provinciale Staten en de waterschappen. Bij de Provinciale Statenverkiezingen behaalde de partij verrassend in alle provincies de meeste stemmen. De grootste winst werd behaald in de provincies Drenthe (33,4%) en Overijssel (31,5%). Ook in 13 van de 21 waterschappen werd BBB de grootste partij. De fractie in Friesland werd later door de hoofdredacteur van Omrop Fryslân als "heel erg open" beschreven.
In april 2024 stapten twee Noord-Brabantse Statenleden over naar Lokaal Brabant. In februari 2025 stapten zes van de zeventien leden van de Overijsselse Statenfractie op. Eerder stapten al twee leden op, waardoor er nog negen overbleven. De zes afsplitsers vormden een nieuwe fractie Provincie Belang Overijssel. Als reden geven ze: "recent en onoverbrugbaar verschil hoe de kernwaarden in te vullen.”

### Eerste Kamer 2023
Bij de verkiezing voor de Eerste Kamer, die door Provinciale Staten wordt gehouden, kwam BBB als nieuwe partij de Eerste Kamer binnen met 16 zetels (15 volle zetels en 1 restzetel), van het totaal aantal zetels in deze Kamer van 75. Daarmee werd ze in deze volksvertegenwoordiging direct de grootste partij.

### Tweede Kamer 2023
Op 1 september 2023 - in het zicht van de vervroegde Tweede Kamerverkiezingen van 22 november 2023 - verlieten drie zittende Tweede Kamerleden hun fracties en sloten zich aan bij de BBB-fractie. Dat waren Ncki Pouw-Verweij, Derk Jan Eppink (beiden JA21) en Lilian Helder (PVV), waardoor de fractie in de Tweede Kamer verviervoudigde. Op diezelfde dag maakte de partij bekend, dat voormalig staatssecretaris Mona Keijzer (CDA) zich bij de partij had aangesloten en haar premierskandidaat is. Op 25 oktober liet Jasper Rekers weten, nummer 13 op de kandidatenlijst, dat hij zijn zetel, mocht hij verkozen worden, niet in zou nemen. Journalisten hadden aan het licht gebracht dat hij achter een anoniem Twitteraccount zat waar tijdens de coronacrisis grensoverschrijdend gescheld op politici, wetenschappers en journalisten van was uitgegaan. Dat was niet gemeld bij de partij. Van der Plas pleit voor een nettere omgang van politici met elkaar en stelt dat harde verwijten op de persoon het vertrouwen in de politiek niet verbeteren.
Bij de Tweede Kamerverkiezingen 2023 wist BBB zeven zetels in de Tweede Kamer te halen, een winst van drie. Van der Plas kreeg 79,81% van de BBB-stemmen (387.494 stemmen) en Keijzer 8,86% (43.005 stemmen). Verdere kandidaten die gekozen werden waren Gijs Tuinman (5.834 stemmen), Henk Vermeer (2.526), Lilian Helder (4.518), Cor Pierik (2.181) en Claudia van Zanten (1.760). Pouw-Verweij stond nummer 9 op de kandidatenlijst en behaalde 2.469 stemmen, maar dat was te weinig om te worden gekozen, Eppink was kandidaat nummer 25 en viel eveneens buiten de boot. Beiden namen op 5 december 2023 afscheid van het parlement.

### Europees Parlement 2024
BBB deed in 2024 voor het eerst mee met de Europese verkiezingen, waarbij beleidsmedewerker Sander Smit lijsttrekker was voor de partij. De partij kwam met twee zetels het Europarlement binnen, en sloot zich aan bij de fractie van de Europese Volkspartij (christendemocraten), waar ook het CDA en NSC deel van uitmaken.

## Standpunten

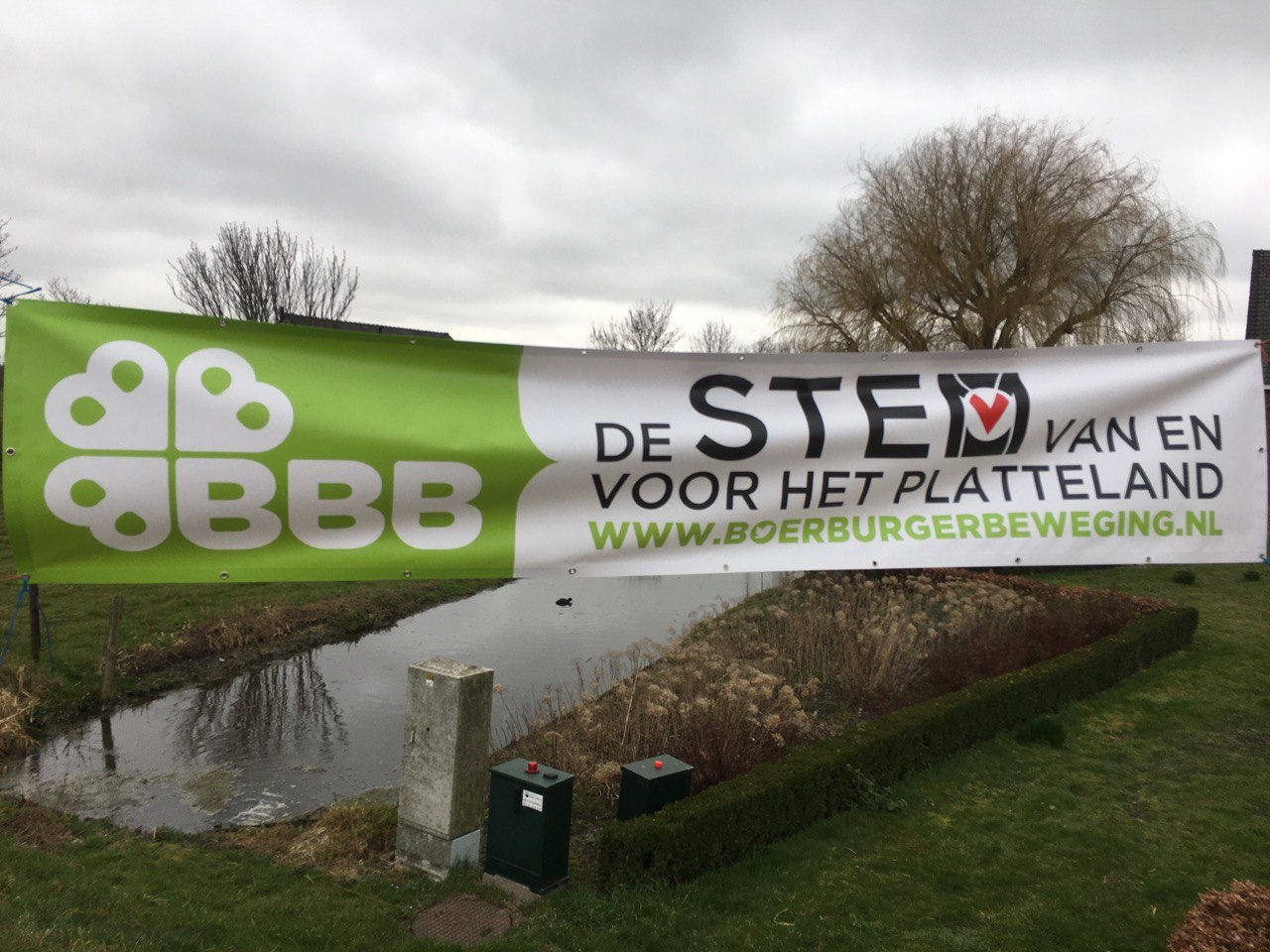
Spandoek van BBB in Gaag (Maasland) (2021)

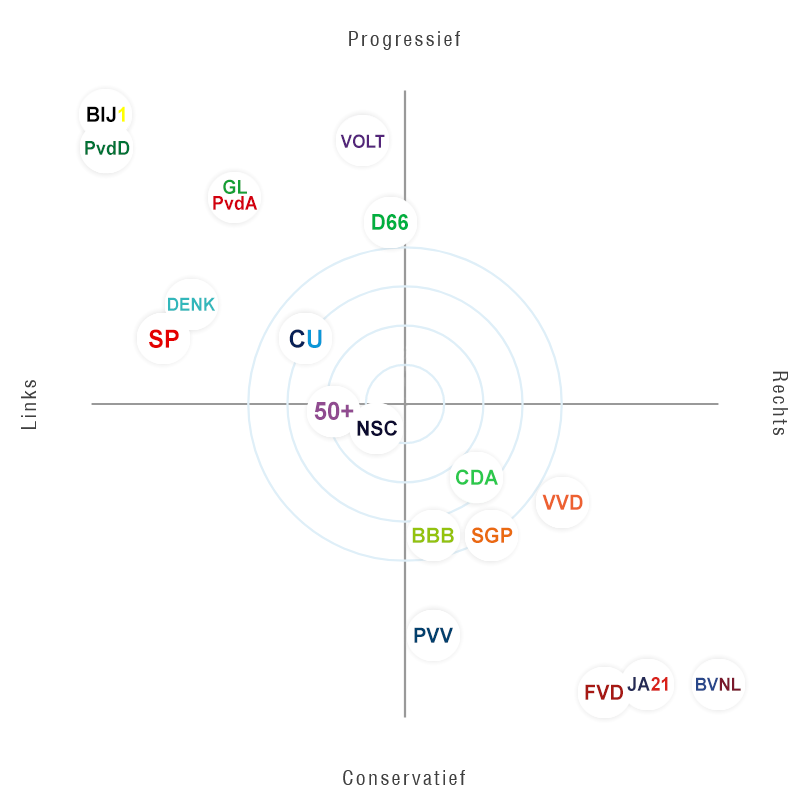
Volgens het Kieskompas van de Tweede Kamerverkiezingen van 2023 is BBB even rechts als PVV en even conservatief als SGP.

BBB streeft na de belangen van burgers, plattelandbewoners, de agrarische sector, de visserij, tuinderij en jagers te vertegenwoordigen. De partij wil ruimte geven aan de politiek in en betreffende landelijke gebieden in Nederland, omdat de landelijke politiek "niet in staat is gebleken om een duurzame en langjarige visie te maken op de ontwikkeling en het behoud van het platteland, met al zijn unieke kenmerken, tradities, levenswijze en cultuurlandschap". De partij wil "een halt toe roepen aan de uitverkoop van ons platteland". Daarnaast wil de partij de kloof tussen stad en platteland verkleinen, het vertrouwen van de burgers in de overheid herstellen en de kansenongelijkheid bestrijden.
Plattelandsgemeenten zouden niet gedwongen mogen worden te fuseren en zouden gratis openbaar vervoer moeten krijgen. Basisscholen moesten behouden blijven zolang die meer dan 40 leerlingen hadden, en er zou ook meer geld voor politie op het platteland moeten komen. De Eerste Kamer zou door gemeenteraden moeten worden verkozen.
In het verkiezingsprogramma Gezond Verstand voor een Gezond Platteland voor de Tweede Kamerverkiezingen van 2021 werden de standpunten van BBB opgesomd aan de hand van acht pijlers: bodem, planten, dieren, boeren, burgers, economie, onderwijs, maatschappij.
BBB is tegenstander van de bouw van nieuwe windmolens, voorstander van kernenergie en vindt de huidige klimaatdoelen te vergaand. Ze staat kritisch tegenover de Europese Unie als superstaat maar streeft niet na uit te treden. Ze pleit voor een herwaardering van de maakindustrie om de afhankelijkheid van China te verminderen.
BBB stelt dat het doorrekenen van verkiezingsprogramma's bij verkiezingen niet op de voorgrond zou moeten staan staat, volgens de partij moeten de verkiezingen gaan over ideeën en zijn beperkingen die de kosten meebrengen vaak het einde van een discussie.
BBB is voorstander van militaire en financiële ondersteuning van Oekraïne in de oorlog die  Rusland ontketende, deels omdat het land een grote voedselproducent is maar vooral, in eigen woorden: "opgeven betekent Rusland aan de grens van meerdere bondgenoten en verhoogt juist de kans op een direct conflict tussen de NAVO en Rusland."

## Volksvertegenwoordiging

### Tweede Kamer
| Jaar | Lijsttrekker          | Kandidatenlijst | Aantal stemmen | % van de stemmen | Zetels  | Kabinetsdeelname |
| ---- | --------------------- | --------------- | -------------- | ---------------- | ------- | ---------------- |
| 2021 | Caroline van der Plas | Kandidatenlijst | 104.319        | 1,00%            | 1 / 150 | –                |
| 2023 | Caroline van der Plas | Kandidatenlijst | 485.551        | 4,65%            | 7 / 150 | Schoof           |

### Eerste Kamer
| Jaar | Lijsttrekker | Kandidatenlijst | Aantal stemmen | % van de stemmen | Zetels  |
| ---- | ------------ | --------------- | -------------- | ---------------- | ------- |
| 2023 | Ilona Lagas  | Kandidatenlijst | 36.976         | 20,66%           | 16 / 75 |

### Europees Parlement
| Jaar | Lijsttrekker        | Kandidatenlijst | Aantal stemmen | % van de stemmen | Zetels |
| ---- | ------------------- | --------------- | -------------- | ---------------- | ------ |
| 2024 | Sander Smit         | Nummer 1        | 336.953        | 5,41%            | 2 / 31 |
| 2024 | Jessika van Leeuwen | Nummer 2        | 43.868         | 0,7%             | 2 / 31 |

### Provinciale Staten
Tijdens de Provinciale Statenverkiezingen in 2023 won BBB 137 zetels in de provincies. De partij behaalde zelfs in elke provincie de meeste stemmen. In tien van de twaalf provincies trad BBB uiteindelijk toe tot het college van Gedeputeerde Staten (19 gedeputeerden), dit gebeurde alleen in Utrecht en Noord-Brabant niet. In al deze colleges is BBB verantwoordelijk voor de portefeuille landbouw of stikstof.
| Provincie     | Zetels 2023 |
| ------------- | ----------- |
| Groningen     | 12 / 43     |
| Friesland     | 14 / 43     |
| Drenthe       | 17 / 43     |
| Overijssel    | 17 / 47     |
| Flevoland     | 10 / 41     |
| Gelderland    | 14 / 55     |
| Utrecht       | 7 / 49      |
| Noord-Holland | 8 / 55      |
| Zuid-Holland  | 8 / 55      |
| Zeeland       | 9 / 39      |
| Noord-Brabant | 11 / 55     |
| Limburg       | 10 / 47     |
| Nederland     | 137 / 572   |

### Gemeenten
BBB is niet zelfstandig vertegenwoordigd in gemeenteraden, maar werkt met BBBondgenoten. Partijen kunnen zich als BBBondgenoot aanmelden als zij onder andere het nationale verkiezingsprogramma onderschrijven. Anno 2024 zijn er ongeveer twintig lokale partijen die op deze manier gelieerd zijn aan BBB.
Recent maakte de BBB bekend in maart 2026 in 34 gemeenten mee te willen doen aan de gemeenteraadsverkiezingen.

### Waterschappen
Sinds de waterschapsverkiezingen 2023 is BBB vertegenwoordigd in alle 21 waterschappen van Nederland, waarbij de partij in dertien waterschappen de grootste partij werd. Het zeteltal in de waterschappen varieert van drie tot negen zetels. De partij behaalde landelijk 118 van de 518 te verkiezen zetels.

## Partijbestuur

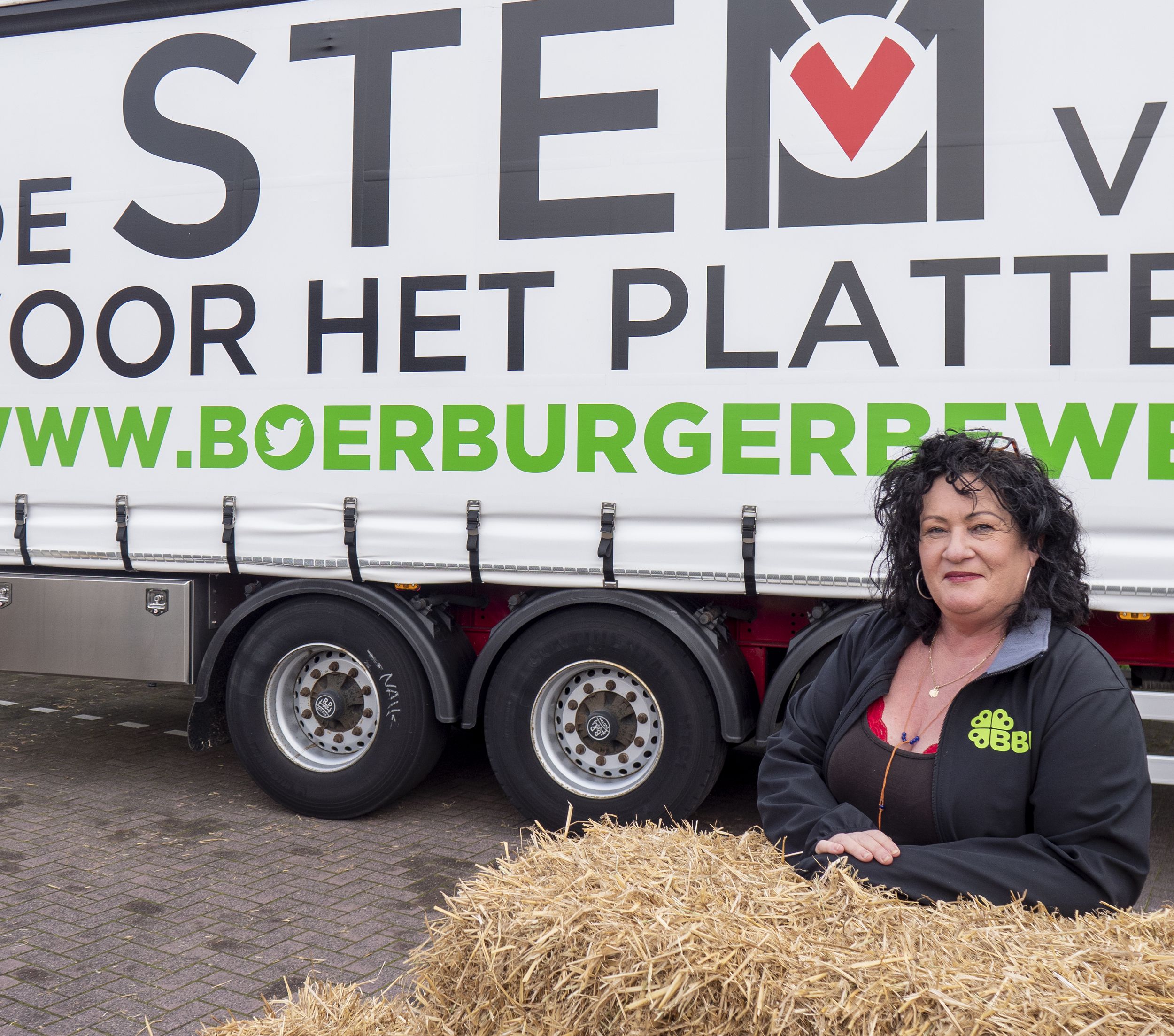
Caroline van der Plas, tussen 2019 en 2021 partijvoorzitter (2021)

Het partijbestuur bestaat anno 2025 uit vijf personen:
- Erik Stegink, voorzitter
- Ronne Smolders, secretaris
- Jan-Willem Eilander, penningmeester
- Annemieke Tromp, bestuurslid
- Ad Baltus, bestuurslid
- Klaas-Jan de Ruiter, bestuurslid

## Aantal leden
| Jaar | Aantal |
| ---- | ------ |
| 2021 | 241    |
| 2022 | 2.376  |
| 2023 | 10.874 |
| 2024 | 13.426 |
| 2025 | 13.041 |